# 김태석 (1958년)
김태석(金泰碩, 1958년 4월 25일~)은 대한민국의 정치인이다. 제14대 부산광역시 사하구청장을 지냈다. 경상남도 남해군 출생이다.

## 학력
- 1964~1970 상덕국민학교 졸업
- 1970~1973 남해중학교 졸업
- 1973~1976 동아고등학교 졸업
- 1977~1981 부산대학교 경제학 학사
- 1981~1988 서울대학교 행정대학원 행정학 석사
- 1990~1992 미국 위스콘신 대학교 대학원 정책학 석사

## 약력
- 1980: 제24회 행정고시 합격
- 1985~1990: 정무제1장관실 사무관
- 1992~1998: 정무제2장관실 사무관
- 대통령비서실 여성정책비서관실 서기관
- 2000~2001: 여성특별위원회 정책조정관실 기획담당관
- 2001~2004: 여성부 기획관리심의관, 권익증진국장, 차별개선국장
- 2004~2005: 여성가족부 보육정책국장
- 2005~2006: 미국 유타주립대학교 국제관계연구소 객원연구원
- 2006~2008: 여성가족부 여성정책본부장
- 2008~2010: 여성가족부 기획조정실장
- 2010: 여성가족부 청소년가족정책실장
- 2010~2011: 한국청소년활동진흥원 이사장
- 2011~2013: 여성가족부 차관
- 2013~2015: 한국외국어대학교 초빙교수
- 2015~2017: 한국건강가정진흥원 이사장
- 2018. 7.~2022. 6. 제14대 부산광역시 사하구청장(민선 7기, 더불어민주당, 초선)
- 2024. 1.~2024. 3. 제22대 국회의원 선거 부산 사하구 을 더불어민주당 국회의원 예비후보

## 역대 선거 결과
|  | 52.59% |

|  | 39.81% |

## 같이 보기
- 대한민국의 여성가족부 차관
- 사하구청장